# Bloedgeld
Bloedgeld is geld of een vorm van compensatie die betaald wordt door een dader of zijn gezin aan de familie van het slachtoffer. Deze compensatie aan de familie van het slachtoffer heeft als doel wraak te voorkomen en als beschermingsmiddel voor de dader te dienen. Voor de komst van het christendom was het algemeen gebruik onder Scandinavische en Teutoonse volkeren. In deze tijden was er ook een gedifferentieerde schaal waarop de mate van bloedgeld was vastgelegd naargelang de gruwelijkheid van het misdrijf.
In het christendom is de term bloedgeld voornamelijk bekend vanwege de dertig zilverlingen die Judas Iskariot ontvangt in ruil voor het onthullen van de identiteit van Jezus Christus. Na de kruisiging van Christus geeft Judas het geld terug aan de hogepriesters, waarop deze antwoorden: "We mogen ze niet bij de tempelschat voegen, aangezien het bloedgeld is."